# Graniusz Petron
Granius Petro (zm. 47 p.n.e.) – członek plebejskiej rodziny Graniuszy i stronnik Cezara podczas jego wojny z Pompejuszem. Graniusz Preton został wyznaczony przez niego w 47 p.n.e. na urząd kwestora na rok następny, ale okręt, którym podróżował, został zajęty przez Scypiona Metellusa, stronnika Pompejusza. Cała załoga okrętu została wzięta do niewoli, natomiast gdy Petronowi zaproponowano wolność, ten przebił się mieczem